# 5. Tony-gála
Az 5. Tony-gála az 1950/1951-es szezon legjobb Broadway színházi alakításait értékelte. A díjátadót 1951. március 25-én tartották a New York-i Waldorf-Astoria Hotelben, a műsor házigazdája James Sauter volt. A ceremóniát a WOR és Mutual Network rádióadó közvetítette élőben.

## Győztesek
Forrás:

### Produkciók
| Kategória         | Győztes                                                                              |
| ----------------- | ------------------------------------------------------------------------------------ |
| Legjobb színdarab | A tetovált rózsa - Tennessee Williams, Cheryl Crawford                               |
| Legjobb musical   | Guys and Dolls - Frank Loesser, Jo Swerling, Abe Burrows, Cy Feuer, Ernest H. Martin |

### Színészek
| Kategória                                 | Győztes                              |
| ----------------------------------------- | ------------------------------------ |
| Legjobb férfi főszereplő színdarabban     | Claude Rains - Sötétség délben       |
| Legjobb női főszereplő színdarabban       | Uta Hagen - The Country Girl         |
| Legjobb férfi főszereplő musicalben       | Robert Alda - Guys and Dolls         |
| Legjobb női főszereplő musicalben         | Ethel Merman - Call Me Madam         |
| Legjobb férfi mellékszereplő színdarabban | Eli Wallach - A tetovált rózsa       |
| Legjobb férfi mellékszereplő musicalben   | Russell Nype - Call Me Madam         |
| Legjobb női mellékszereplő színdarabban   | Maureen Stapleton - A tetovált rózsa |
| Legjobb női mellékszereplő musicalben     | Isabel Bigley - Guys and Dolls       |

### Készítők
| Kategória                           | Győztes                                                               |
| ----------------------------------- | --------------------------------------------------------------------- |
| Legjobb rendező                     | George S. Kaufman - Guys and Dolls                                    |
| Legjobb koreográfia                 | Michael Kidd - Guys and Dolls                                         |
| Legjobb jelmeztervezés              | Miles White - Bless You All                                           |
| Legjobb díszlettervezés             | Boris Aronson - A tetovált rózsa; The Country Girl; Season In The Sun |
| Legjobb eredeti zene                | Irving Berlin - Call Me Madam                                         |
| Legjobb karmester és zenei igazgató | Lehman Engel - The Consul                                             |
| Legjobb színpadi technikus          | Richard Raven - The Autumn Garden                                     |

### Különdíjak
- Ruth Green

## Fordítás
- Ez a szócikk részben vagy egészben  a(z)   5th Tony Awards című angol Wikipédia-szócikk fordításán alapul.  Az eredeti cikk szerkesztőit annak laptörténete sorolja fel. Ez a jelzés csupán a megfogalmazás eredetét és a szerzői jogokat jelzi, nem szolgál a cikkben szereplő információk forrásmegjelöléseként.